# Liste du patrimoine immobilier classé de Dour
Cette page regroupe l'ensemble du patrimoine immobilier classé de la ville belge de Dour.
| Objet | Année de construction / Architecte | Adresse                       | Section communale | Coordonnées                      | Numéro d’inventaire | Illustration                                                                                |
| --- | ---------------------------------- | ----------------------------- | ----------------- | -------------------------------- | ------------------- | ------------------------------------------------------------------------------------------- |
| Temple protestant |                                    | Rue Albert Ier                |                   | 50° 23′ 54″ nord, 3° 46′ 31″ est | 53020-CLT-0001-01   | Image manquanteTéléverser                                                                   |
| L'église Saint-Aubin |                                    |                               |                   | 50° 22′ 24″ nord, 3° 48′ 17″ est | 53020-CLT-0002-01   | Image manquanteTéléverser                                                                   |
| Site des Cocars |                                    |                               |                   | 50° 23′ 30″ nord, 3° 45′ 44″ est | 53020-CLT-0004-01   | Image manquanteTéléverser                                                                   |
| Maison du peuple: façades, toitures et salle du café, place E. Vandervelde et rue du peuple                                                            |                                    |                               |                   | 50° 23′ 56″ nord, 3° 47′ 10″ est | 53020-CLT-0008-01   | Maison du peuple: façades, toitures et salle du café, place E. Vandervelde et rue du peuple |
| Maison du peuple de Wihéries : façades, toitures |                                    |                               |                   | 50° 23′ 11″ nord, 3° 45′ 21″ est | 53020-CLT-0009-01   | Image manquanteTéléverser                                                                   |
| Maison du peuple d'Elouges (façades, toitures), sise 18, 20, 22 et 24                                                                                  |                                    | Rue du Stade 18, 20, 22 et 24 |                   | 50° 23′ 59″ nord, 3° 45′ 01″ est | 53020-CLT-0010-01   | Image manquanteTéléverser                                                                   |
| Charbonnage de Sauwartan : chassis à molettes ou belle fleur (M) et terrils (S), à l'exclusion des structures (dont la salle des machines et trémies). |                                    |                               |                   | 50° 23′ 32″ nord, 3° 48′ 58″ est | 53020-CLT-0011-01   | Charbonnage de Sauwartan                                                                    |
| Ancienne maison Communale |                                    |                               |                   | 50° 22′ 25″ nord, 3° 48′ 16″ est | 53020-CLT-0012-01   | Ancienne maison Communale                                                                   |
| Monument funéraire d'Emmanuel Joseph Bouvez, Grand'Place                                                                                               |                                    | Grand'Place                   |                   | 50° 22′ 25″ nord, 3° 48′ 17″ est | 53020-CLT-0013-01   | Image manquanteTéléverser                                                                   |
| L'orgue de l'église de la Sainte-Vierge à Wihéries, sise rue de l'Eglise, 21-23,                                                                       |                                    | Wihéries                      |                   | 50° 23′ 08″ nord, 3° 45′ 08″ est | 53020-CLT-0014-01   | Image manquanteTéléverser                                                                   |